# Mount Stubberud
Der Mount Stubberud ist ein 2970 m hoher Berg in der antarktischen Ross Dependency. Er ragt 3 km südöstlich des Beck Peak aus einem Gebirgskamm auf, der vom nördlichen Nilsen-Plateau im Königin-Maud-Gebirge ausgeht.
Der United States Geological Survey kartierte ihn anhand eigener Vermessungen und Luftaufnahmen der United States Navy aus den Jahren von 1960 bis 1964. Das Advisory Committee on Antarctic Names benannte den Berg 1967 nach Jørgen Stubberud (1883–1980), Schreiner und Mitglied der Landungsmannschaft bei der Südpolexpedition (1910–1912) des norwegischen Polarforschers Roald Amundsen. Das Komitee nahm damit Bezug auf den von Amundsen benannten, jedoch nicht zuordenbaren Berg Mount J. Stubberud.